# دلتا أوميغا

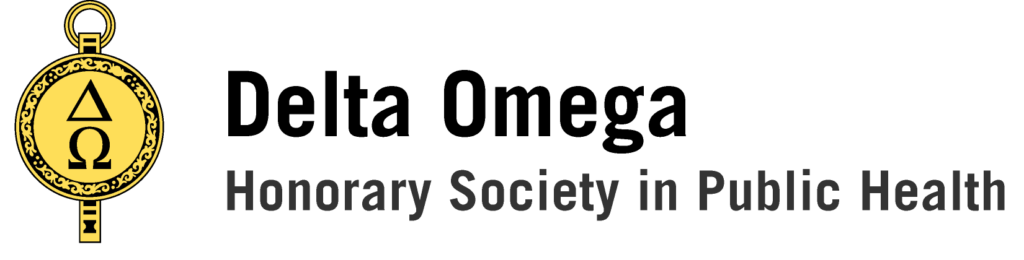

## دلتا أوميغا (ΔΩ)

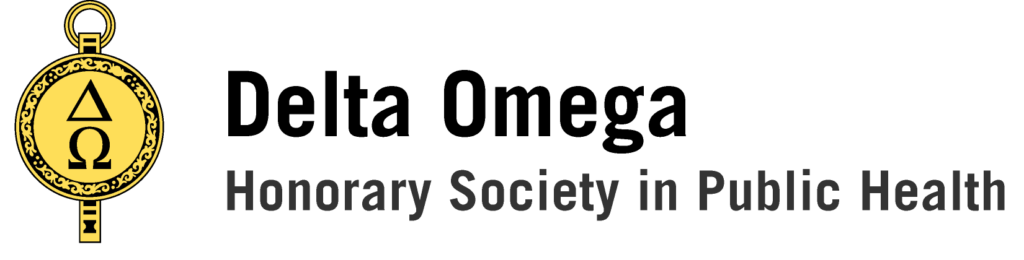

هي الجمعية الفخرية للدراسات العليا في الصحة العامة. تأسست هذه  الجمعية في عام 1924 في جامعة جونز هوبكنز، كلية الصحة العامة (كلية بلومبرج) وأسست هذه الجمعية من قبل طلاب الدراسات العليا الدكتور إدغار إرسكين هيوم والدكتور كلود دبليو ميتشل . يوجد حاليا أكثر من 100 فرع وأكثر من 20000 عضو في جميع أنحاء الولايات المتحدة وبورتوريكو.
تتمثل مهمة  هذه الجمعية في تعزيز وتشجيع التميز في المساهمة في مجال الصحة العامة والنهوض بصحة الناس في كل الجوانب، في  الولايات المتحدة وعلى الصعيد الدولي. 

## العضوية
تعكس العضوية في دلتا أوميغا تفاني الفرد للحصول على الجودة في مجال الصحة العامة وحماية صحة جميع الناس والنهوض بها.
يقوم كل فرع بمجلس التعليم من أجل الصحة العامة- مدرسة المعتمدة باجراء انشطة دلتا أوميغا الرئيسية حيث يقوم كل فرع بانتخاب أعضاء جدد كل عام من أربع مجموعات:
·       الطلاب المرشحون للدراسات العليا في الصحة العامه ويشكلون 10% من الطلاب الخريجين بحيث يكون لديهم  تحصيل اعلى من 25% أكاديميا.
·       يشارك الخريجون بنشاط في أعمال الصحة العامة، وما يصل إلى عشرة من خريجي المدرسة المحلية للصحة العامة الذين سيكون عملهم في ممارسة الصحة العامة بمثابة نموذج للخريجين المستقبليين من المدرسة.
·       أعضاء هيئة التدريس ولكن لا يمكن إدخال أكثر من 3 ٪ من أعضاء هيئة التدريس من برنامج واحد.
·       أعضاء شرف لديهم مؤهلات استثنائية ليصبحوا أعضاء فخريين في الجمعية ومن الأمثلة عليهم الجراح الأمريكي السابق ديفيد ساتشر والرئيس الأمريكي السابق هربرت هوفر والدكتور جوناس سالك وعضو الكونغرس الأمريكي السابق جون إدوارد بورتر.
ويعتمد الاختيار في المجموعات الاربعة على:
·       الأداء المتميز - منحة دراسية للطلاب
·       التدريس والبحث  في أعضاء هيئة التدريس
·        الخريجين في خدمة المجتمع وممارسة الصحة العامة.
والغرض من انتخاب العضوية في دلتا أوميغا، ليس فقط الاعتراف بالجدارة، ولكن أيضًا لتشجيع المزيد من التميز والتفاني في العمل في مجال الصحة العامة.

## الأنشطة
يقوم المكتب الوطني دلتا أوميغا بأنشطة سنوية بالإضافة إلى فروعه الفردية وأهمها.
·       عقد اجتماع عمل سنوي كل عام بالتزامن مع اجتماع جمعية الصحة العامة الأمريكية (APHA) وخلال الاجتماع، يجتمع مجلس دلتا أوميغا الوطني الذي يتألف من ممثلين من الفصول لمناقشة المبادرات والأنشطة على مستوى الفروع وعلى  المستوى الوطني .
·       تستضيف دلتا أوميغا مسابقة ملصق وطني للطلاب  تكريمًا لأبحاث الطلاب الاستثنائية ويُمنح مقدمو الملصق المختارون كل عام الفرصة لتقديم أبحاثهم الحائزة على جوائز في اجتماع APHA السنوي.
·       جائزة المناهج الوطنية  لتكريم مناهج الصحة العامة المبتكرة.
يقدم الفائزون بجائزة المناهج عملهم في الاجتماع السنوي لـ APHA وكذلك أمام المجلس الوطني (دلتا أوميغا).
·       تجري الفروع أيضًا مجموعة متنوعة من الأنشطة على مدار العام في حرمهم الجامعي  مسابقات دراسية، جوائز بحثية، اجتماعي، محاضرات، مشاريع خدمة المجتمع وغيرها الكثير.

## المنشورات
تسعى  دلتا أوميغا لتقدم التثقيف والممارسة والبحوث في مجال الصحة العامة ولذلك اتخذت مبادرة للحفاظ على كلاسيكيات الصحة العامة وعلى مدى العقد الماضي سعت الجمعية إلى الحفاظ على تاريخ الصحة العامة وتعزيزه من خلال تحديد وإعادة طبع الأعمال الكلاسيكية في مجال الصحة العامة.
قد تكون هذه الكلاسيكيات كتبًا أو مقالات في المجلات العلمية أو تقارير تقنية أو تشريعات أو منشورات مكتوبة أخرى أو إنتاجات متعددة الوسائط.
يتم اختيار الكلاسيكيات لقيمتها التاريخية ومساهمتها الكبيرة في مهنة وعلم الصحة العامة وعادة ما تكون هذه المستندات غير مطبوعة أو غير متوفرة على نطاق واسع في المكتبات وتضع  الجمعية هذه الكلاسيكيات على موقعها على شبكة الإنترنت لجعلها متاحة بحرية لجميع الأعضاء.

## الروابط الخارجية
- Delta Omega Honorary Society in Public Health
- Johns Hopkins University Bloomberg School of Public Health – Alpha Chapter
- University of Miami Department of Public Health Sciences - Beta Sigma Chapter
- Tulane University School of Public Health and Tropical Medicine – Eta Chapter[وصلة مكسورة]
- University of South Carolina Arnold School of Public Health – Mu Chapter
- University of Pittsburgh Graduate School of Public Health – Omicron Chapter
- San Diego State University Graduate School of Public Health – Sigma Chapter
- The George Washington University School of Public Health - Omega Chapter
- West Virginia University School of Public Health- Gamma Mu Chapter